# قرجوم
قرجوم (به عربی: قرجوم) یک شهرداری در الجزایر است که در استان معسکر و بین عین فکان و مامونیه واقع شده‌است.
 قرجوم  ۲٬۳۴۱ نفر جمعیت دارد.